# St Agnes Place

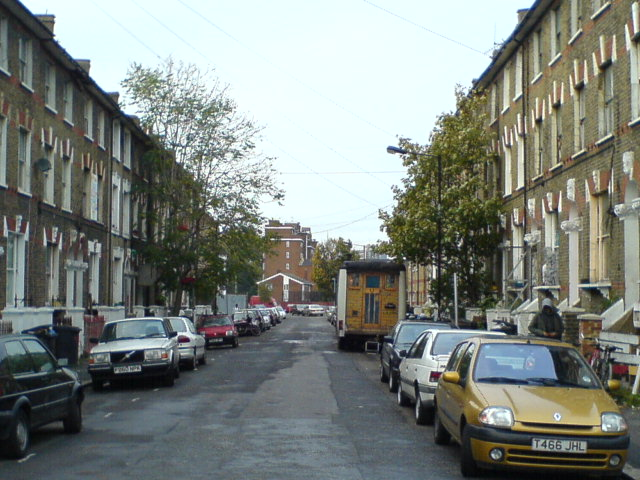
Squaty przy St Agnes Place-

St Agnes Place – ulica w Kennington w Londynie.
Znajdowała się tu świątynia Rastafari, którą odwiedzał m.in. Bob Marley czy Ijahman Levi. 12 kwietnia 2007, dzięki informacjom rastafariańskiej starszyzny przerażonej opanowaniem świątyni przez przestępców, policja przeprowadziła nalot na handlarzy narkotyków i zatrzymała 23 osoby. Do lipca 2007 budynki przy St Agnes Place rozebrano, a Rada Dzielnicy Lambeth wyraziła chęć pomocy tamtejszej starszyźnie.

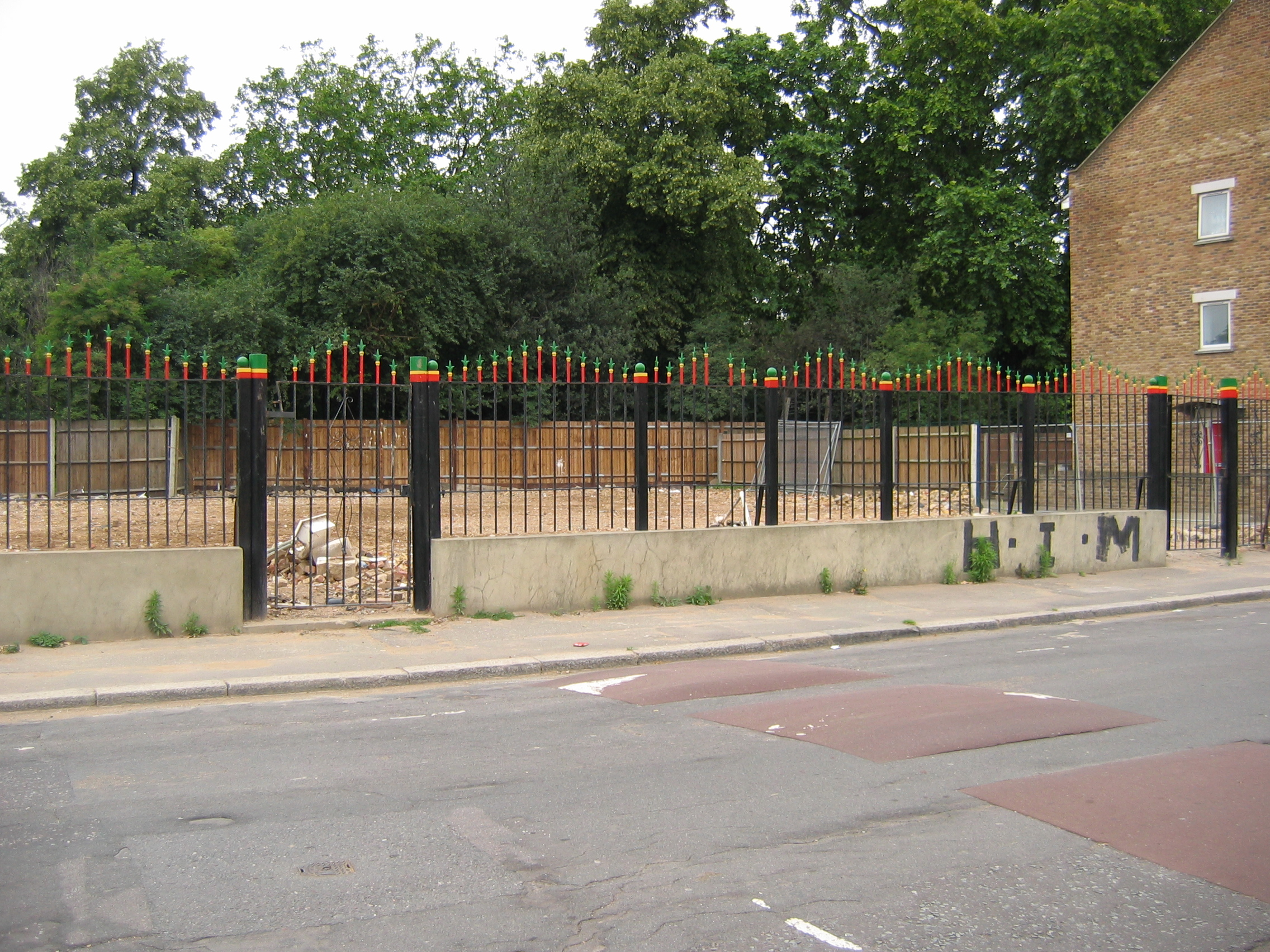
Teren dawnej świątyni